# 눈물조
눈물조는 한국 영화가 즐겨 다루는 작품 경향이다. 관객은 작품 중의 비극의 주인공(주로 여성)을 자기의 입장과 비교하여 '그 사람보다는 내 경우가 덜 불행하구나'라고 생각하여 안심하거나 '나와 같은 사람이 여기에도 있구나' 하고 공감하거나 혹은 '불쌍한 사람이다'라고 동정하여 자기의 입장을 위로한다. 일제(日帝)시대에는 불가항력적인 운명에 발버둥친 여주인공에 공감하여 눈물을 흘렸고 광복 후 1950년대 후반에는 가난한 사회를 배경으로 한 여인의 슬픔에 동정·공감하였다. 또한 1960년대 후반에는 「미워도 다시 한번」에서 볼 수 있듯이 윤리적 비극에 눈물을 흘렸다. 이와 같이 한국의 영화작품 속에는 눈물조가 흐르고 있다. 그러나 광복 후에는 주로 중간계층 이하의 서민대중들의 정서적(情緖的) 배설구로서 혹은 욕구불만의 해소제로서 환영받았다. 또 눈물조의 영화가 성행했던 것은 그만큼 사회가 불안정하였고 대중들이 운명주의에 빠져 체념하는 소극적인 태도를 지녔기 때문이다.